# François Antoine Joseph Ollivier
Pour les articles homonymes, voir Ollivier.
François Antoine Joseph Ollivier est un magistrat et homme politique français, né le 21 juin 1762 à Loriol (Dauphiné) et mort le 10 septembre 1839 à Allex (Drôme).

## Biographie
François Antoine Joseph Ollivier naît le 21 juin 1762 à Loriol et est baptisé le lendemain. Il est le fils de François Ollivier, avocat, et de son épouse, Jeanne Chabrière.
Avocat à Grenoble, il prend part à l'assemblée de Vizille, en 1787. Officier municipal en 1790, procureur général syndic de la Drôme en l'an IV, il est juge au tribunal civil de Die, puis au tribunal criminel de la Drôme. Il est substitut du procureur général de la Cour d'Appel de Grenoble en 1811, puis conseiller à la Cour de Cassation en 1815. Il prend sa retraite de magistrat en 1833.
Il est député de la Drôme de 1804 à 1815, puis de 1820 à 1823, siégeant à droite et soutenant les gouvernements de la Restauration. Il est fait chevalier d'Empire en 1810. Il se retire à Allex où il décède le 10 septembre 1839.